# Sven Quandt
Sven Quandt (* 20. Juni 1956) ist ein deutscher Unternehmer und Motorsportler.

## Leben
Quandt entstammt der zweiten Ehe von Herbert Quandt mit Liselotte Blobelt. Die Ehe der Eltern wurde bereits 1959 geschieden. Den Kindern aus dieser Ehe Sonja, Sabrina und Sven Quandt vermachte Herbert Quandt 1978 die Anteile der Varta AG. 1979 kam er im Alter von 23 Jahren in den Aufsichtsrat von Varta, in dem er auch nach dem erneuten Börsengang im Oktober 2017 aktiv war.

## Motorsport
Sven Quandt war deutscher Rallyefahrer und ist Gründer sowie Geschäftsführer des Motorsportteams X-raid.
Er begann 1991 seine Motorsportkarriere und nahm in den 1990er-Jahren insgesamt sieben Mal als Fahrer des Teams GECO Raid Sport an der Rallye Dakar teil. 1998 gewann er im Mitsubishi Pajero die Marathonrallye-Weltmeisterschaft.
Von November 2002 bis 2004 war Quandt Motorsportchef von Mitsubishi Motors.
Quandt gründete 2001 mit X-raid sein privates Motorsportteam, dessen Teamchef er aktuell ist.
Ab 2022 setzte er mit seinem Rennteam Q Motorsport die Werkseinsätze von Audi Sport in der Rally Dakar um.